# 힐리가이논족
힐리가이논족(Hiligaynon) 또는 일롱고(Ilonggo)는 오스트로네시아족 원주민으로 파나이섬의 큰 동부 해안 지방에 있는 주요 언어가 힐리가이논어인 비사야족의 하위 집단이다. 오랜 세월에 걸쳐서, 필리핀 곳곳에 힐리가이논 이주의 출입이 이어져 왔다. 지금은 힐리가이논족이 일로일로, 서네그로스, 기마라스, 카피스, 남코타바토, 그리고 술탄 쿠다라트에 다수를 형성하고 있다.

## 힐리가이논과 일롱고의 어원
‘힐리가이논’(Hiligaynon)이라는 용어는 당시 ‘일리간’(Iligan) 또는 ‘일리가논’(Iliganon)이라는 힐리가이논어에서 파생된 스페인어 ‘일리게네스’(Yliguenes)에서 유래되었다. 여기에서, 그 단어에 대한 원어의 두 가지 분기가 일어났다. 첫째는 일리간(Iligan) 또는 일리가논(Iliganon)이 강을 말하는 것이거나, 또는 글자그대로 ‘물이 아래로 흐르는 곳’이었고, 스페인 사람들이 이것을 강어귀에 거주하는 파나이 원주민과 연결시켜 버려서 스페인들에게 쉽게 발견되었을 것이다.  두번째 제안은 일리간 또는 일리가논이 ‘마노그-일리그 상 카와얀’(manog-ilig sang kawayan)에서 파생된 것으로 이것은 대나무를 팔기 위해 강에다 대나무를 띄웠던 파나이 사람들의 대나무를 설명하는 말이었을 것이다. 이러한 행위가 토착민들의 이름으로 스페인 사람들에게 잘못 받아들여진 것일 것이다. 일롱고라는 말은 필리핀어로 ‘코’(nose)를 뜻하는 ‘일롱’(ilong)과 파나이의 바티아노 강에 있는 작은 섬을 뜻하는 것으로 스페인 사람들이 받아들인 말 ‘이롱이롱’(irong-irong)에서 유래되었다. 일롱고는 민족의 조상이 일로일로, 기마라스, 그리고 파나이에 민족적 원류를 둔 특정 집단의 사람들을 정의하는 말로 간주되었다. 반면, 힐리가논은 일롱고 문화와 언어를 가진 사람들을 정의한다. 그리하여, 두 용어 모두 문화와 사람을 뜻하는 단어로 서로 바꿔쓸 수 있다.

## 인구
2000년 인구조사에 의하면, 다수를 차지하는 타갈로그족들이 28.1%를 차지하고, 필리핀 인구의 7.5%가 힐리가논/일롱고이다. 이것은 필리핀에서 타갈로그(28.1), 세부아노(13.1%), 일로카노(9%), 비사야(7.6%)의 뒤를 이어 다섯 번째로 많은 민족 집단 인구이다. 1990년 이후 일로일로(1,608,083)와 동네그로스(1,821,206),[1] 두 지방에서 인구 100만명 이상을 가지고 있으며, 각각 이들 인구의 97.6%와 80.7%를 각각 차지하고 있다.
| 지방           | 힐리가논 인구 | 전체 인구 | 힐리가논 비율(%) |
| 아브라         | 96            | 184743    | 0.1              |
| 아구산 델 N.   | 3309          | 2001926   | 0.2              |
| 아구산 델 S.   | 26960         | 420763    | 6.4              |
| 아클란         | 7869          | 380497    | 2.1              |
| 알바이         | 242           | 903785    | 0                |
| 안티케         | 9132          | 406361    | 2.2              |
| 아오로라       | 188           | 139573    | 0.1              |
| 바실란         | 1748          | 238308    | 0.7              |
| 바탄           | 2959          | 425803    | 0.7              |
| 바타네스       | 2             | 15026     | 0                |
| 바탕가스       | 2144          | 1476783   | 0.1              |
| Benguet        | 460           | 485857    | 0.1              |
| 보홀l          | 107           | 948403    | 0                |
| 부키드논       | 73656         | 843891    | 8.7              |
| 불라칸         | 4635          | 1505219   | 0.3              |
| 카가얀         | 261           | 829867    | 0                |
| 카마리네스 N.  | 137           | 390982    | 0                |
| 카마리네스 S.  | 909           | 1305919   | 0.1              |
| 카미구인       | 20            | 64247     | 0                |
| 카피스         | 575369        | 584091    | 98.5             |
| 칸타두아네스   | 59            | 187000    | 0                |
| 카비테         | 9604          | 1152534   | 0.8              |
| 세부           | 6669          | 2646517   | 0.3              |
| 다바오         | 53012         | 590015    | 9                |
| 다바오 del S.  | 30059         | 1482745   | 2                |
| 다바오 Or.     | 3410          | 394697    | 0.9              |
| 동사마르       | 148           | 329335    | 0                |
| 이푸가오       | 10            | 147281    | 0                |
| 일로코스 N.    | 159           | 461661    | 0                |
| 일로코스 S.    | 146           | 519966    | 0                |
| 일로일로       | 1608083       | 1647486   | 97.6             |
| 이사벨라       | 552           | 1080341   | 0.1              |
| Kalinga-Apayao | 10            | 211775    | 0                |
| La Union       | 193           | 548742    | 0                |
| 라구나         | 3809          | 1370232   | 0.3              |
| 라나오 del N.  | 4214          | 614092    | 0.7              |
| 라나오 del S.  | 11057         | 599982    | 1.8              |
| 레이테         | 2951          | 1367816   | 0.2              |
| Maguindanao    | 41988         | 757739    | 5.5              |
| 마린두케       | 53            | 185524    | 0                |
| 마스바테       | 35480         | 599355    | 5.9              |
| 미사미스 Occ.  | 397           | 424365    | 0.1              |
| 미사미스 Or.   | 3611          | 865051    | 0.4              |
| 서네그로스     | 1821206       | 2256908   | 80.7             |
| 동네그로스     | 43249         | 925272    | 4.7              |
| 북카타바토     | 283948        | 763995    | 37.2             |
| N. 사마르      | 347           | 383654    | 0.1              |
| Nueva Ecija    | 373           | 1312680   | 0                |
| Nueva Vizcaya  | 312           | 301179    | 0.1              |
| 서민도로       | 18248         | 282593    | 6.5              |
| 동민도로       | 10373         | 550049    | 1.9              |
| 팔라완         | 60829         | 528287    | 11.5             |
| 팜팡가         | 2826          | 1532615   | 0.2              |
| 팡가시난       | 839           | 2020273   | 0                |
| 케손           | 1262          | 1372455   | 0.1              |
| 키리노         | 101           | 114132    | 0.1              |
| 리살           | 14870         | 977448    | 1.5              |
| 롬블론         | 1474          | 227621    | 0.6              |
| 서사마르       | 293           | 533733    | 0.1              |
| Siquijor       | 76            | 73932     | 0.1              |
| 소르소곤       | 295           | 522960    | 0.1              |
| S. Cotabato    | 374755        | 789847    | 47.4             |
| S. Leyte       | 179           | 321940    | 0.1              |
| S. Kudarat     | 200660        | 435905    | 46               |
| Sulu           | 11            | 469971    | 0                |
| Surigao del N. | 1064          | 327113    | 0.3              |
| Surigao del S. | 4424          | 452098    | 1                |
| Tarlac         | 614           | 859708    | 0.1              |
| 타위-타위      | 51            | 228204    | 0                |
| 삼발레스       | 3276          | 562992    | 0.6              |
| 북삼보앙가.    | 3501          | 676862    | 0.5              |
| 남삼보앙가     | 7409          | 1138086   | 0.7              |
| 수도 지역      | 199290        | 7948392   | 2.5              |

### 종교

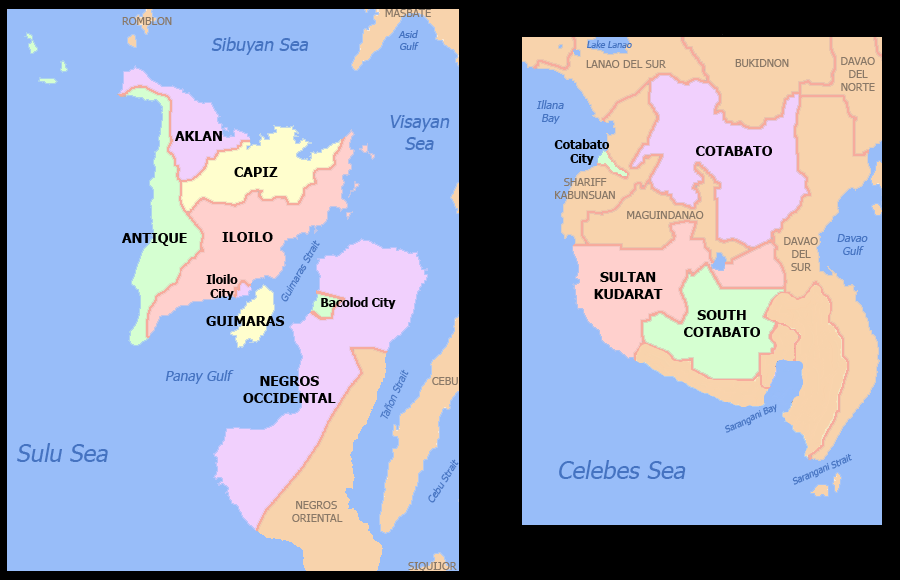
지리적으로 힐리가논어는 파나이, 구이마라스, 네그로스, 그리고 민나다오 남부지역에 우세하다.

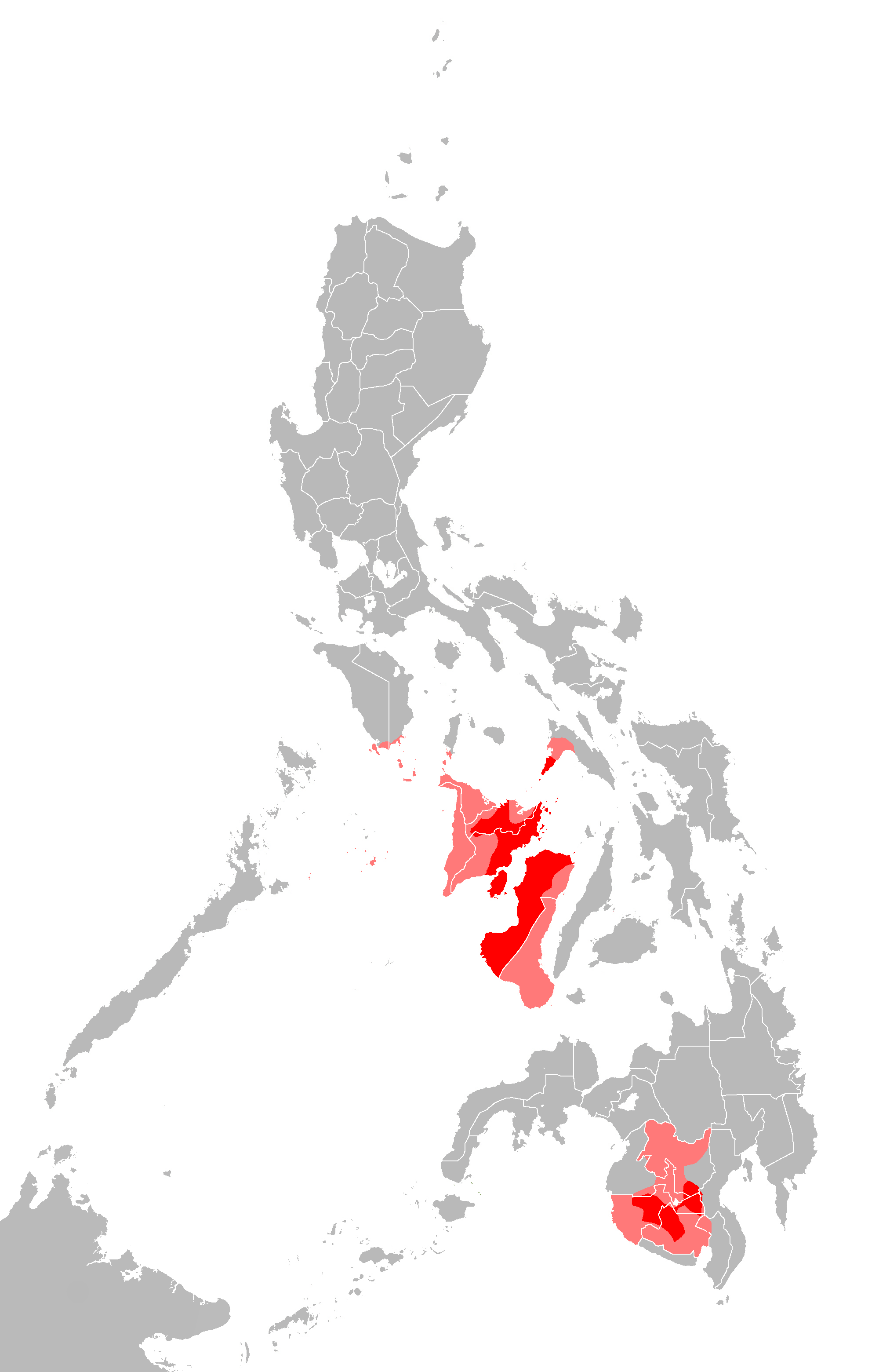
힐리가논 어를 말하는 지역

대부분의 힐리가이논은 기독교이다. 그리고 기독교 대부분은 로마 가톨릭교회이다. 물론 소수이지만, 개신교, 필리핀독립교회도 있으며, 무슬림도 존재한다.:91

## 같이 보기
- 필리핀의 인구
- 필리핀의 민족
- 일로일로주
- 힐리가이논어
- 서비사야스 지방

## 참조
1. ↑  The percentages here were based on a fraction of the population of Hiligaynon in Iloilo and Negros Occidental[1] and the total population in both respective provinces (with the cities of Iloilo and Bacolod taken into account).[6]

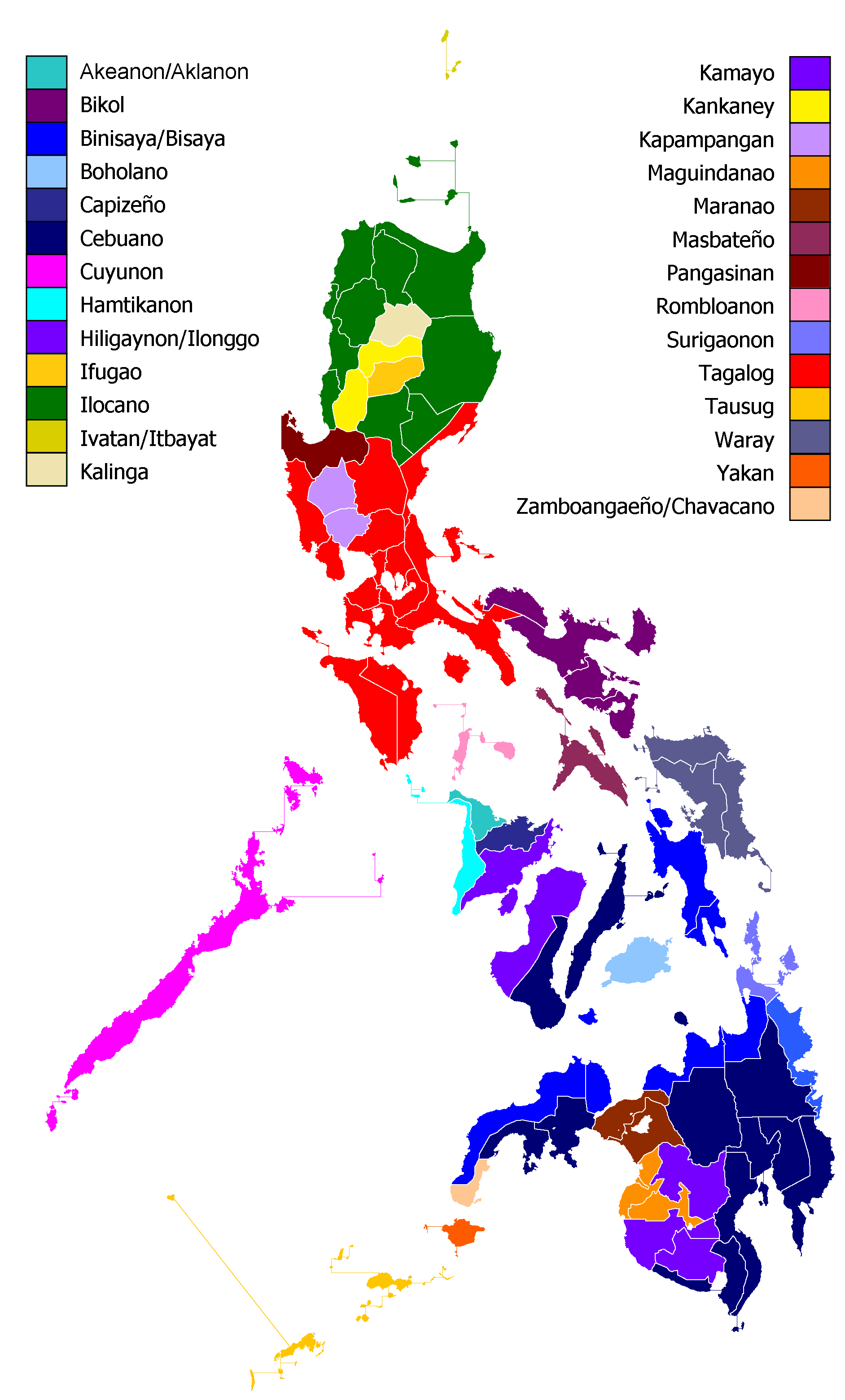
힐리가이논 민족 집단이 다수를 차지하고 있는 지방은 자색(동부 민다니오의 카마요와 혼동하지 않도록 한다.)

2. ↑  As in the previous note on the percentages of Hiligaynon in Iloilo and Negros Occ., these were based off of the population of Hiligaynon in each province[1] and the total population in each respective province, with metropolitan areas taken into account.[6]